# Blodoxalis
Blodoxalis (Oxalis repens) är en växtart inom släktet oxalis och familjen harsyreväxter. Bladen hos denna krypande art är tredelade och gröna eller brungröna med purpurfärgad undersida, och har delblad som är hjärtformade. Plantan grenar sig lätt, och de rödtonade stammarna rotar sig efter hand som de växer på marken. Rötterna utvecklas i bladvecken. Växer snabbt upp till 50 cm på en säsong. Ettårig växt som självsår sig, och blir lätt ett ogräs i växthusmiljö. Kan odlas som ampelväxt. De centimeterbreda blommorna är gula, och som hos alla oxalisar så slår blad och blommor ihop sig under natten och öppnar sig och sträcker på sig igen på morgonen.
Namnet Oxalis kommer av grekiskans oxys som betyder sur, skarp och hals eller halos som betyder salt, och syftar på smaken hos bladen. Corniculata, med små horn.

## Förekomst
Arten blodoxalis finns i hela den tropiska och varmtempererade delen av världen, men även förvildad i Sydsverige. Arten kallas även brunsyra.

## Odling
Blodoxalis kräver ljus och solig växtplats. Den bör vattnas så att jorden aldrig är varken riktigt torr eller genomblöt utan jämnt fuktig. Vattnas med krukväxtnäring en gång i veckan från vår och tills den slutar blomma. Bra temperatur för blodoxalis är runt 20 °C. Trivs bra utomhus på sommaren. Kan angripas av bladlöss. Förökas med frön som sås på våren. Plantorna blommar i regel cirka åtta veckor efter sådd.